# Губановка (Калузька область)
Губановка (рос. Губановка) — присілок в Юхновському районі Калузької області Російської Федерації.
Населення становить 0 осіб. Входить до складу муніципального утворення Присілок Порослиці.

## Історія
Від 2004 року входить до складу муніципального утворення Присілок Порослиці

## Населення
| 2010 |
| ---- |
| 0    |